# Adam Skrodzki
Adam Skrodzki (Bytków, 23 de diciembre de 1983) es un deportista polaco que compitió en esgrima, especialista en la modalidad de sable.
Ganó tres medallas en el Campeonato Europeo de Esgrima entre los años 2003 y 2005.

## Palmarés internacional
| Campeonato Europeo | Campeonato Europeo     | Campeonato Europeo | Campeonato Europeo |
| Año                | Lugar                  | Medalla            | Prueba             |
| ------------------ | ---------------------- | ------------------ | ------------------ |
| 2003               | Bourges (Francia)      | Medalla de bronce  | Sable por equipos  |
| 2004               | Copenhague (Dinamarca) | Medalla de plata   | Sable por equipos  |
| 2005               | Zalaegerszeg (Hungría) | Medalla de plata   | Sable por equipos  |